# Омаров, Тукен Бигалиевич
Тукен Бигалиевич Омаров (12 марта 1935 — 21 июля 2013) — советский и казахский астроном.

## Биография
Родился в селе Новопокровка Семипалатинской области. Происходит из рода уак[значимость факта?].
В 1959 окончил МГУ. С 1959 работал в Астрофизическом институте АН КазССР (в 1974—1984 — директор). Академик Национальной академии наук Казахстана (2003). Был учредительным членом Европейского астрономического союза (1992), членом Комиссии № 7 МАС (1996), членом Комитета по государственным премиям Республики Казахстан в области науки, техники и образования при Кабинете Министров РК.
Основные труды в области динамики галактик и их систем, релятивистским моделям сверхскоплений, динамике двойных звезд с корпускулярным излучением и нестационарным задачам небесной механики. Получил обобщение уравнения Лагранжа-Якоби для диссипирующей звездной системы, исследовал динамические особенности скоплений галактик в мире с ослабляющейся гравитацией, указал способ построения функций распределения для гравитирующей системы с несохраняющейся полной энергией. Рассмотрел динамику групп галактик с учётом космологического фона излучения. Получил решение классической задачи двух тел внутри гравитирующей материи мира Эйнштейна — де Ситтера, построил метрику, описывающую в рамках общего решения Толмена поле центральной массы на фоне расширяющейся Вселенной Фридмана. Исследовал динамическую эволюцию двойных звёзд с изотропным корпускулярным излучением в той обобщённой постановке задачи, когда учитывается гравитационное воздействие членов системы на движение самих корпускул.
Награждён медалью Польской АН (1979).